# Parti Progressiste Tchadien
Parti Progressiste Tchadien eller PPT var det første afrikanske politiske parti skabt i Tchad, aktivt fra 1947 til 1973.
| Historie | Spire Denne historieartikel er en spire som bør udbygges. Du er velkommen til at hjælpe Wikipedia ved at udvide den. |